# 치트 엔진
치트 엔진(Cheat Engine, CE)은 마이크로소프트 윈도우 운영 체제용으로 다크 바이트가 개발한 자유-오픈 소스 기반 메모리 스캐너/디버거이다. 치트 엔진은 대부분 컴퓨터 게임의 치트에 사용되며 종종 감지 우회를 위해 수정 및 재컴파일된다. 이 프로그램은 L. 스파이로의 메모리 해킹 소프트웨어, T서치, 아트머니와 닮은 면이 있다. 다양한 옵션과 함께 사용자가 입력한 값을 검색하여 사용자가 컴퓨터 메모리를 통해 검색과 정렬을 가능케 한다. 치트 엔진은 또한 치트 엔진과는 독립적으로 운용 가능한, 독립적인 트레이너를 생성할 수도 있으며 다른 사용자의 요청을 통해서나 사용자 포럼을 통해 발견된다.